# André Queffurus
 (avril 2018).
Si vous disposez d'ouvrages ou d'articles de référence ou si vous connaissez des sites web de qualité traitant du thème abordé ici, merci de compléter l'article en donnant les références utiles à sa vérifiabilité et en les liant à la section « Notes et références ».
André Queffurus, né le 30 janvier 1939 à Marseille et mort le 11 janvier 2017 à Paris, est un peintre français.
Marqué par les paysages provençaux de sa jeunesse et la peinture hollandaise, son style pictural commence par des œuvres sombres avant d'évoluer vers des toiles plus colorées. Au cours de sa carrière, il a peint près de 1 200 toiles, acquises par des collectionneurs européens ou américains et quelques institutions culturelles publiques, et exposé à de nombreuses reprises.

## Biographie

### Jeunesse
André Queffurus commence à peindre très tôt. Il habite à Marseille dans le quartier des Chartreux et fréquente le Palais Longchamp où il peut voir les tableaux des peintres provençaux comme Paul Guigou ou Félix Ziem. Il découvre les tanagras, des figurines chypriotes et s’intéresse aux hiéroglyphes.
Il rêve de s’installer à Paris, où il part une première fois en 1960, le temps d’être réformé à Vincennes (1959). Il revient dans le Sud et s’installe dans un village du Var. Les paysages du Haut Var l’enchantent, tout autant que la présence des âmes tutélaires de Cézanne ou Van Gogh et de la grande notoriété de Picasso[réf. souhaitée].
Après un grand nombre d’allées et venues entre Paris et le Midi, il découvre le quartier de Montparnasse. Il se réinstalle à Paris en 1966, rue du Château puis rue des Suisses, où il loue un atelier sans chauffage au loyer modique et travaille dans l’atmosphère artistiques du quartier. Il commence à fréquenter le Louvre et s'instruit sur les différents styles et époques de l’art européen depuis les origines de la peinture[réf. souhaitée]. Il s’imprègne particulièrement de la grande peinture du Nord (à partir de l’époque de Jan de Witt et Guillaume d’Orange).

### Carrière

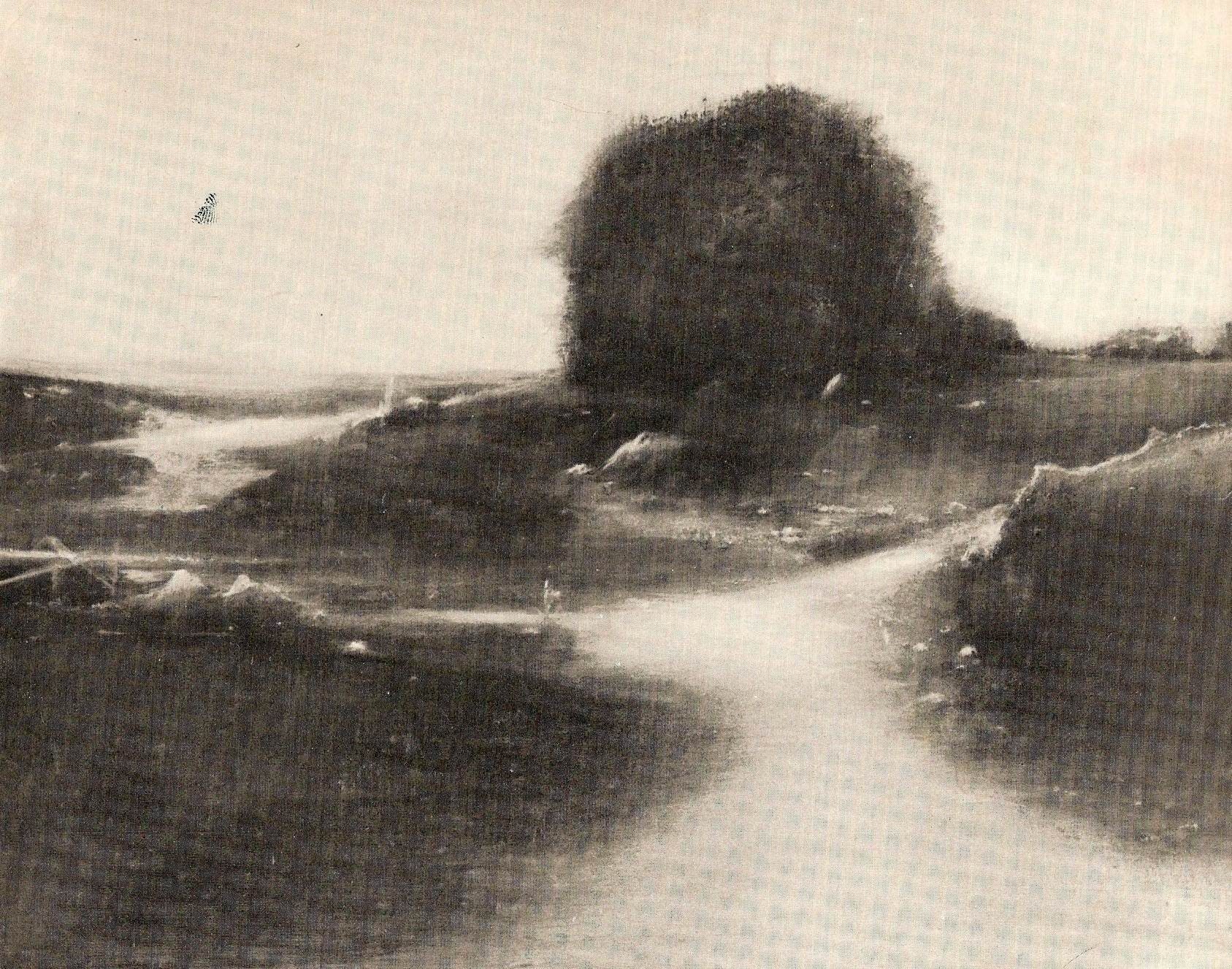
Œuvre exposée à la galerie Claude Bernard en 1974

En 1968, il réalise sa première exposition chez Camille Renault, un marchand qui possède un restaurant (« Le bateau de pierre ») et y invite à dîner les frères Duchamp (Marcel et son frère Jacques Villon), Georges Braque, Maria Blanchard et d’autres artistes dont il possède des œuvres échangées contre des repas. Grâce à cette exposition, André Queffurus vend ses premiers tableaux et rencontre ses premiers collectionneurs[réf. souhaitée].
Au printemps 1974 il part en Allemagne et s’installe pour six mois en Westphalie sur les bords de la Weser. Dans sa nouvelle demeure, il prépare l’exposition qui doit avoir lieu en septembre 1974 à Paris, à la galerie Claude Bernard, au 7 rue des Beaux-Arts. Le dessinateur Louis Pons, qui préface le catalogue de l’exposition, écrit à son propos : « Présences furtives, traces animales de la peur,  au ras du sol, comme une racine qui crie …. Dans le ciel, l’oiseau, trajectoire ou menace pure, d’un coup d’aile, s’écarte du descriptif... ».
Par la suite, il expose à Kruishoutem (en Flandre) à la fondation créée par Emiel Veranneman dont la femme est la nièce du peintre flamand Permeke.

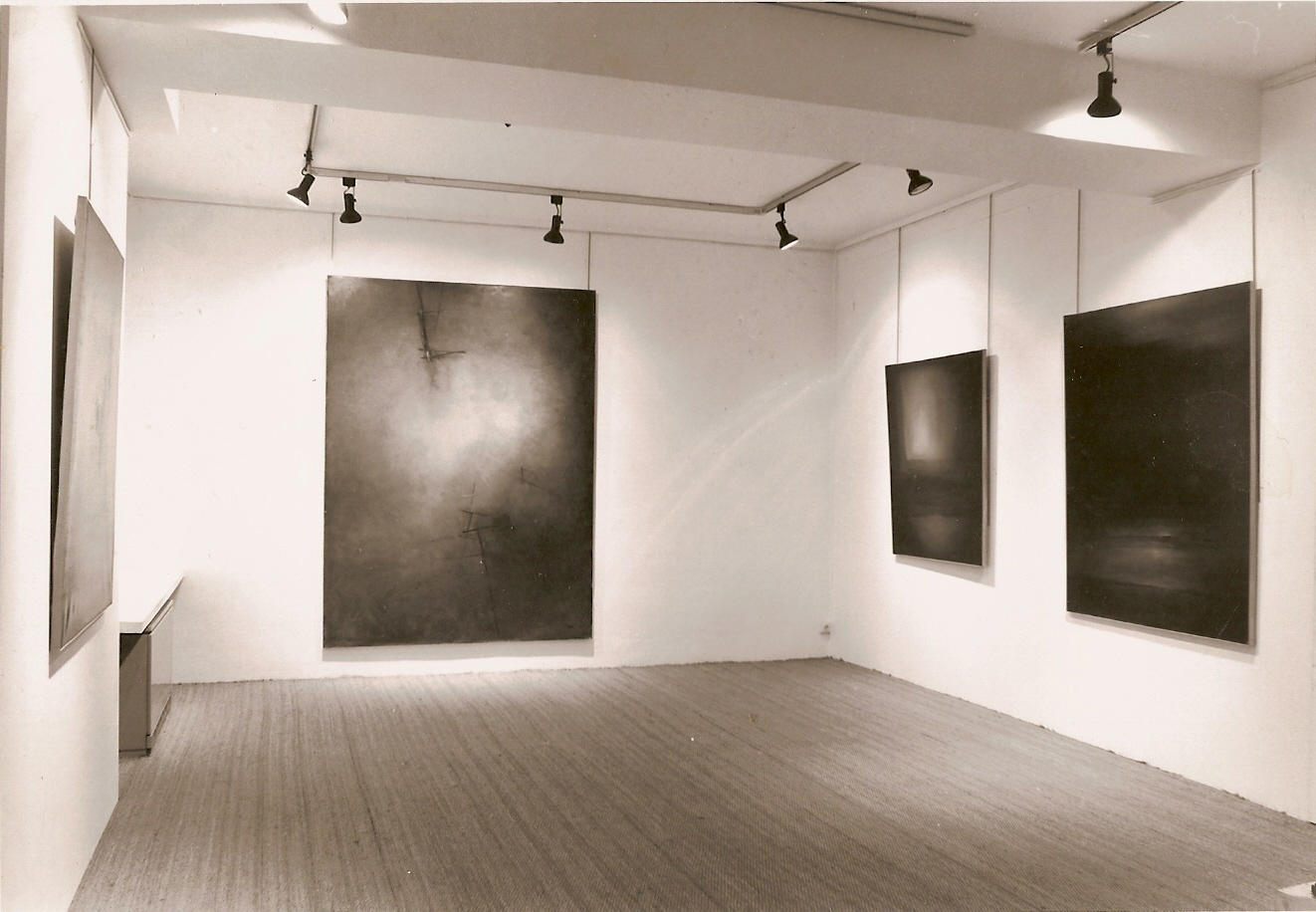
Exposition dans la galerie Jean Leroy en 1978.

En 1975, il s’installe en Bretagne. Pendant deux ans, il y fait de longs séjours de plusieurs mois dans la propriété du comte de St Georges.
En 1978 il expose à Paris ses nouveaux tableaux, à la galerie Jean Leroy,, rue Quincampoix. Cette exposition, une étape importante pour son travail, s'inscrit dans le sillage de la création récente du Centre national d'art et de culture Georges-Pompidou,.

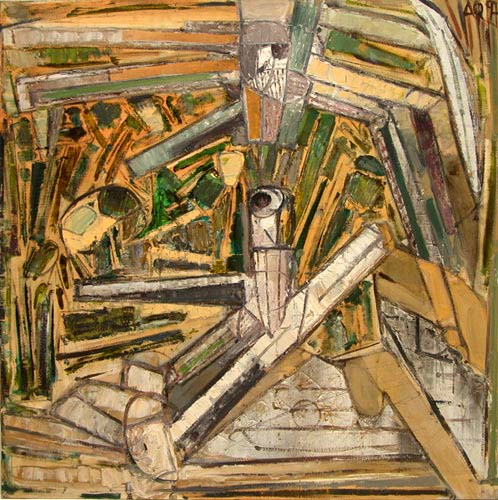
1996 - Guerres coléoptériennes

Dans les années 1980, André Queffurus se met à la couleur. Paul de Roux écrit de lui dans La Nouvelle Revue française en 1982 : « Un univers hanté dans sa compacité, jamais éthéré jamais maigre jamais osseux, un univers homogène mais singulièrement varié dans ses états et ses figures … Peinture de visionnaire, monde charnel mais qui semble se retourner et s’agiter dans un songe et ne s’impose que par les moyens les plus loyalement picturaux.  Une matière très travaillée subtilement suggestive dans laquelle la couleur s’étend en minces couches, sans frontières tranchées, qui se rencontrent se bousculent, se recouvrent l’une l’autre sans s’épaissir ni distraire l’œil de l’effet d’ensemble du tableau ».
C’est dans l’activité de ces années 1980 qu’André Queffurus constitue avec un amateur d’art milanais une collection d'un peu plus de deux cents tableaux. Vingt de ces tableaux sont exposés au mois de mars 1982 chez l'éditeur Cesare Rancilio, 29 rue Hippolyte Maindron dans le 14e arrondissement de Paris. Du 7 octobre au 7 novembre 1985, vingt-sept tableaux sont également exposés à la galerie Flora/Espace Kiron, 10 rue La Vacquerie dans le 11e arrondissement de Paris,.
Parallèlement, il travaille avec la galerie Diane Manière, installée à Paris dans le Marais, rue Pastourelle, nouant des relations d’amitié avec Jacques et Diane Manière. Il constitue une collection d’une soixantaine de tableaux, réalisée par leurs soins, avec la collaboration de leur ami Christophe Boutang. Trois expositions auront lieu à la galerie Diane Manière : en 1985, 1988 et 1990.
Il expose 40 toiles, grands formats huiles claires, vives, colorées  dans la salle des Dominicains à Saint-Émilion pour une exposition placé sous le patronage du Ministre de la culture François Léotard.
« C’est la couleur qui prend l’artiste » écrit Queffurus, « et c’est l’artiste qui détient la compréhension de la valeur locale du moment, chaque toile est une œuvre unique avec un centre qui lui est propre. Les peintures distribuent  les emblèmes de la réalité qu’elles évoquent et en possédant l’emblème, le peintre possède la réalité ».
En 1990 un livre paraît aux Éditions du Félin rassemblant 48 photos de peintures de 1985 à 1990.
En août 1993, il inaugure le Centre d’art de Cols à Vic-sur-Cère en Auvergne, installé dans un petit manoir du XIIe siècle dans la vallée de la Cère. L’exposition, organisée par le président du Centre d'art Jean-Louis Barthélémy, est titrée « L’œuf de musique »,. Elle rassemble quarante toiles sous le signe du mythe du Phénix (le Phénicoptère).
Du 11 au 13 mai 1995, André Queffurus participe, à l'Université de Picardie Jules-Verne, au Colloque international « De la palette à l'écritoire » organisé par le service des Affaires culturelles et le Centre d'études du roman et du romanesque de l'université. Réuni pour le XXe anniversaire de la création du Centre, le colloque est présidé par Marcelin Pleynet et dirigé par Monique Chefdor, coordinatrice. André Queffurus expose huit peintures et participe au forum de discussion, « La parole est aux peintres ».
En 2004, la galerie Teissèdre, rue des Saints Pères à Paris expose trente toiles colorées qui exprime la maturité de l'artiste.

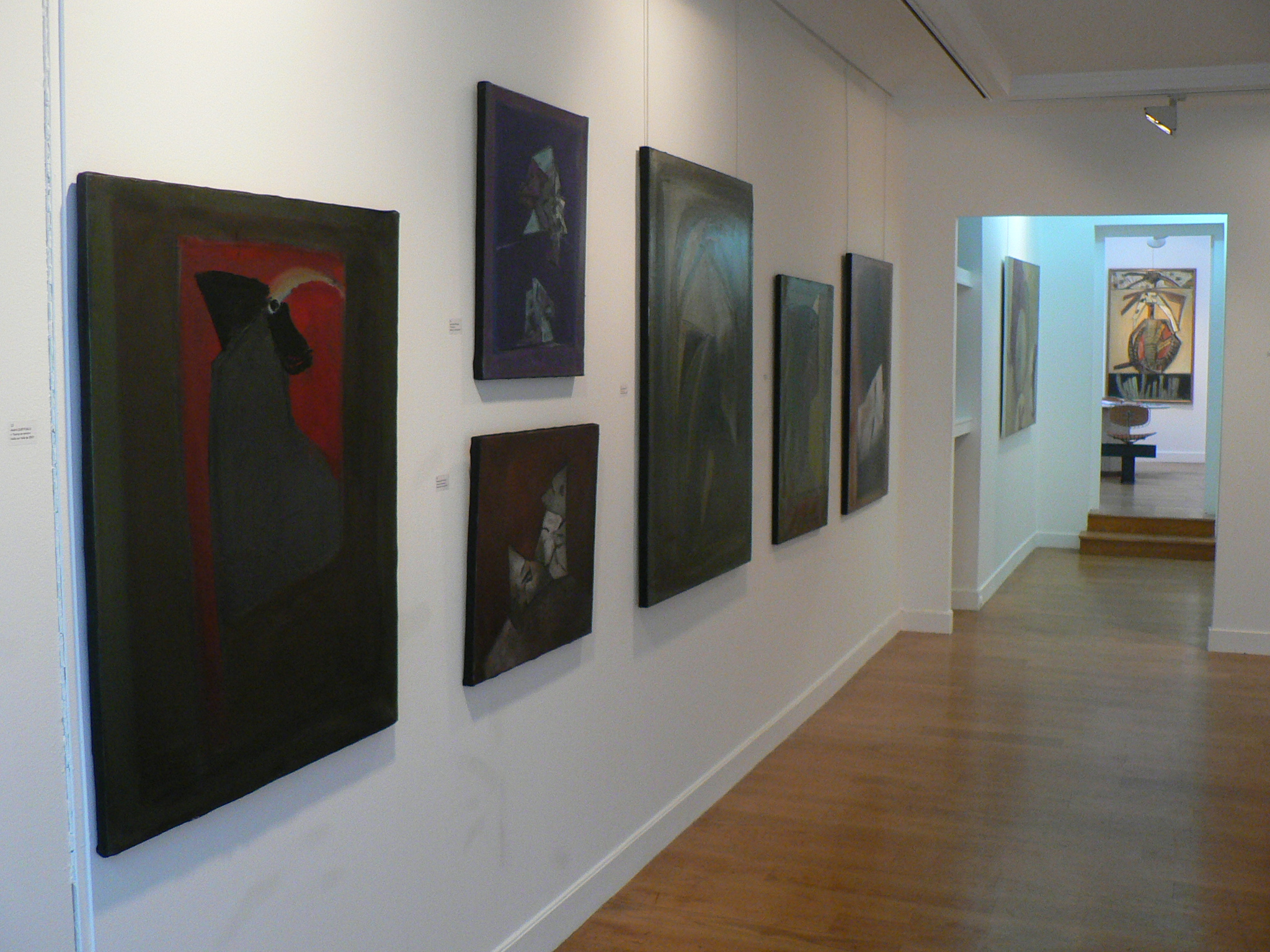
Exposition 12 rue Guénégaud à Paris

En 2007, l’exposition rue Guénégaud, organisée par Jacques Manière et Christophe Boutang, rassemble une soixantaine de tableaux de différentes périodes, allant des formes très tendues à des noirs vifs ou des toiles très colorées.
Le 18 mars 2010 a lieu le vernissage de l'exposition « André Queffurus » chez Mathyeu Le Bal, à la galerie Les Montparnos à Paris. Seize peintures ont été prêtées par l'artiste à cette occasion pour une exposition d'un mois.
La galerie du Pont Neuf (place Dauphine à Pari), où les artistes exposent librement leurs œuvres, montre à l'automne 2013 trente-sept tableaux dont la plupart sur le thème de la ville.

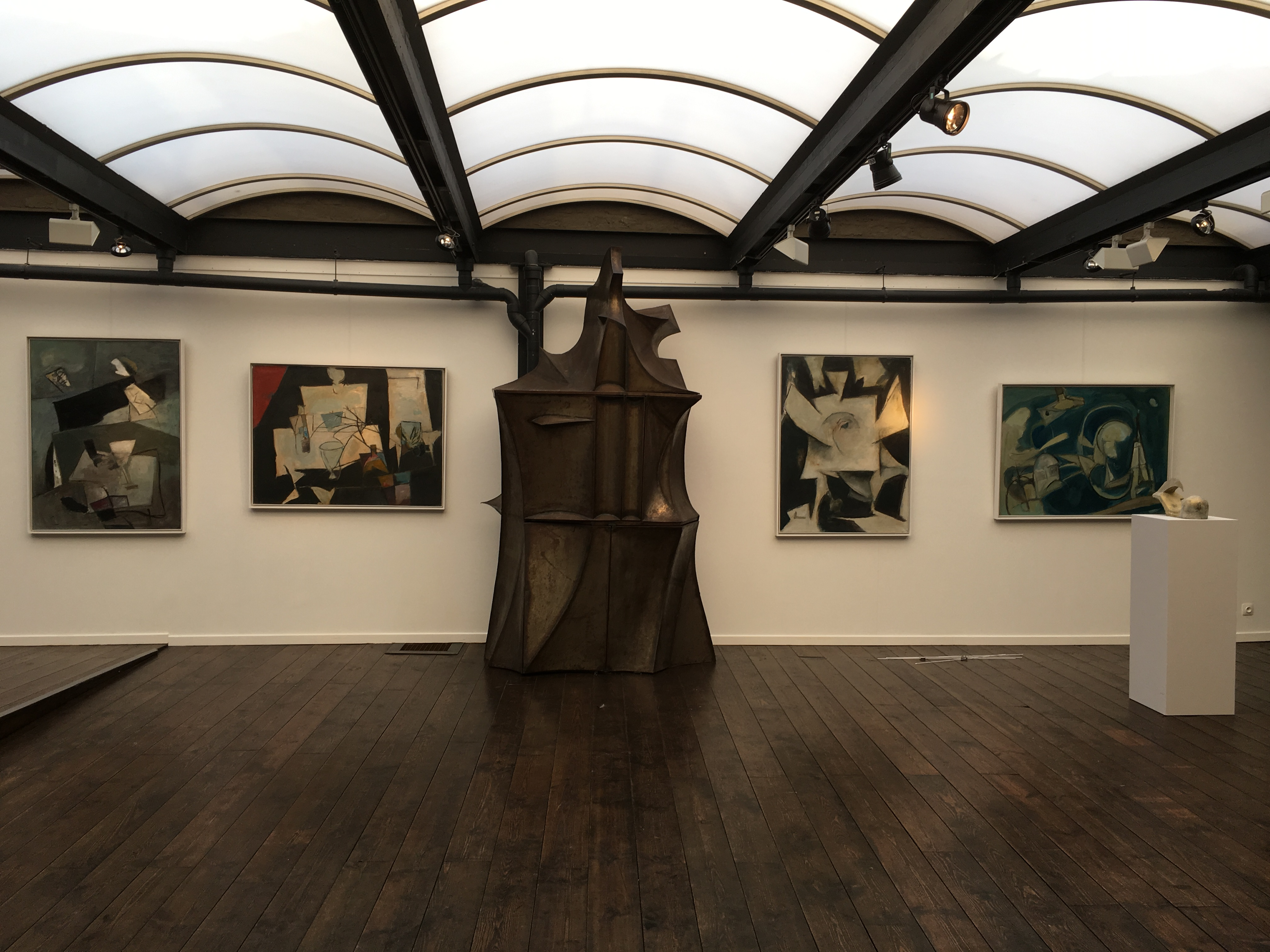
Exposition Galerie MB-XL Contemporary & Modern à Ixelles

Queffurus prépare pendant un an vingt tableaux pour une exposition au printemps 2016 à la galerie MB-XL Contemporary & Modern à Ixelles.
Il meurt le 11 janvier 2017 dans le 13e arrondissement de Paris.

## Collections
André Queffurus est l'auteur de plus de 1 200 tableaux, dont environ 700 sont conservés dans des collections privées en Europe et aux États-Unis. Il est représenté dans les collections du Musée d'art moderne de la ville de Paris, dans celles du Fonds national d'art contemporain ainsi qu’au musée de Melbourne.

## Expositions notables
- 1968 : galerie Camille Renault, Paris
- 1974 : galerie Claude Bernard, Paris
- 1978 : galerie Jean Leroy, Paris
- 1979 : Fondation nationale des Arts plastiques, Paris 2008 - Visage vert
- 1980 : galerie Jean Leroy, Paris

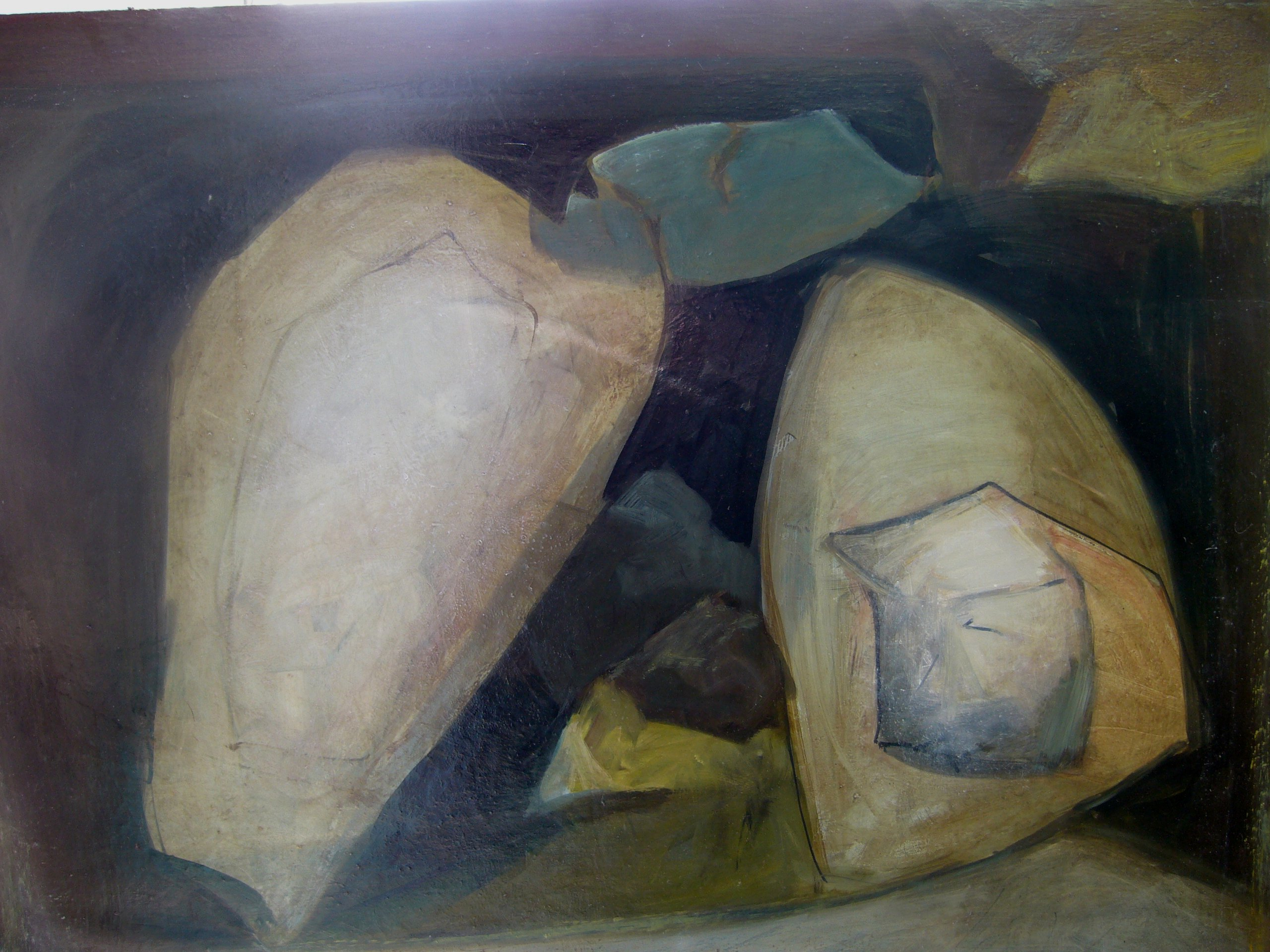
2008 - Visage vert

- 1985 : galerie Diane Manière, Paris
- 1985 : galerie Flora / Espace Kiron, Paris
- 1987 : Salle des Dominicains, St Emilion
- 1988 : galerie Diane Manière, Paris
- 1990 : galerie Diane Manière, Paris
- 1993 : Centre d’Art, château de Cols, Vic sur Cère
- 1996 : Espace Kiron, Paris
- 2004 : galerie Teissèdre, Paris
- 2007 : exposition rue Guénégaud organisée par Jacques Manière et Christophe Boutang.
- 2010 : galerie Les Montparnos, Paris
- 2013 : galerie du Pont-Neuf, Paris
- 2016 : galerie MB-XL Contemporary & Modern, Ixelles

## Citations
« Tout peintre voyage entre les ombres lumineuses et les doutes qu'engendre la lumière. La métaphore enchante. A l'artiste de colorer l'ombre des êtres qui apparaissent comme des entités douées de sentiments. »

— André Queffurus,  Queffurus

« « Je ne peins pas ce que je sais, je peins ce que je vois », répondit un jour Turner à un officier de marine qui lui demandait pourquoi il n'avait pas figuré les sabords d'un navire. Turner, savant dans ses premiers tableaux, décrit. À la fin, il évoque: il est le rhapsode. »

— André Queffurus,  Queffurus

« Les premières années le peintre ouvre les yeux, il regarde sans voir, accumulant des raisons pour la raison d'agir. Il se promet de produire des formes qu'il s'est imaginé voir; il a fait les gestes de la prière sinon la prière. Pris d'une faim de dialogue et d'une soif insatiable, il tourne son regard vers toute noirceur et toute blancheur, et le blanc qu'il peint est éloigné de tout blanc nivéal. Changé en chat, il ne sait rien faire de ses phalanges, se met à peindre la souris d'œil à œil, de dent à dent et entonne l'éloge funèbre de son modèle, matière et sujet de tout ce qui existe. Il peint les figures à contre-soleil et leur invente un corps radiant. Amateur de balistique, bâtisseur de ponts, briseur de murs, bouc émissaire, traducteur antique, passeur de l'œil dans les fibres, double de son étoile, Vincent Van Gogh et Vincent Van Gogh à vau-l'eau, le jaune de Naples et le nuage pourpre dans le ciel de Paris... »

— André Queffurus,  Queffurus

« La Sainte-Victoire a vu le feu; le motif n'est plus que cendres. La montagne chantait pour Cézanne qui se postait devant elle comme l'on se met devant la mer. Ponctuel comme un peintre de grain de riz, il avait choisi le modèle unique et la plus impavide des personnes. Ce grand prêtre avait inventé le protocole et crée le cérémonial d'une liturgie dont il était l'instigateur. Avec le temps, il s'était fait un tissu de devoirs étranges; l'amour d'un célibataire pour une montagne, fût-elle de lumière, est chose rare. La nuit, dans son lit, il la contemplait sous les paupières, la faisait tourner entre ses doigts ainsi qu'on le fait d'un solitaire; il s'enchantait de ses ymétries. Cette intimité inquiétait Aix qui a fait des fables de ses obsessions. La montagne et l'homme sont des tourbillons, l'artiste leur donne une forme. Il y a eu un coup de foudre comme pour Paul à Damas. Un coup d'éclairement. C'est la couleur qui prend l'homme mais c'est lui qui détient la compréhension de la valeur locale du moment et comme le moine du Tao, en possédant l'emblème, il possède la réalité. Pour Paul Cézanne - selon ses propos - ,le chef-d'œuvre est la diversité infinie. »

— André Queffurus, Queffurus